# Misjonarki Świętej Rodziny
Zgromadzenie Sióstr Misjonarek Świętej Rodziny założone zostało przez bł. Matkę Bolesławę Lament w 1905 roku w Mohylewie nad Dnieprem, którego głównym celu było przygotowanie i realizowania idei zjednoczenia chrześcijan wschodnich z Kościołem katolickim, na długi czas przed pojęciem ekumenizmu (II Sobór Watykański), a równocześnie umacniania katolików w wierze, których jedność z Kościołem, w trudnych czasach, była zagrożona. Niebawem po założeniu w 1907 roku wspólnota przeniosła się do Petersburga. Siostry podjęły się tam wychowania i nauczania dzieci i młodzieży bez względu na wyznawaną wiarę czy też narodowość.
Zgromadzenie zostało zatwierdzone przez bp Jana Cieplaka, w 1914 roku. Dokument ten zaginął z powodu zawieruchy wojennej. Na nowo wydał dekret erekcyjny w Warszawie arcybiskup mohylewski Edward Ropp dnia 24 VI 1924 roku erygując Zgromadzenie na prawie diecezjalnym. Jeszcze zaś odnowioną wersję Konstytucji 27 X 1925 roku aprobował biskup łomżyński Romuald Jałbrzykowski. Zatwierdzenia Zgromadzenia na prawie papieskim dokonano dnia 7 lipca 1967 roku.
Wybuch rewolucji październikowej i zmiany, które potem nastąpiły, spowodowały przerwanie pracy na terenach Carstwa. W 1922 roku siostry przeniosły się do Polski i tutaj zorganizowały życie zakonne od nowa. Pierwszą nową placówką było Chełmno na Pomorzu, siostry prowadziły tam internat Kresowy dla 200 dziewcząt repatriowanych z Rosji. Tam po raz pierwszy ubrały się w strój zakonny. Otworzyły także nowicjat.
Za czasów Założycielki zorganizowane zostały domy w Chełmnie, Łomży, Piątnicy, Ratowie, Żytomierzu, Szpanowie, Brześciu nad Bugiem, Prużanie, Raczkanach, Derewnie, Niedźwiedzicy, Krzywoszynie, Łahiszynie, Pińsku, Szereszewie, Baranowiczach i w Rudce, a także Wilnie, Słonimie, Albertynie, Oszmianie, Holszanach, Konstantynowie, Rosi i w Białymstoku, nadto w Warszawie oraz za granicą w Tallinnie - Estonia i w Rzymie - Włochy.
Siostry głównie prowadziły tam szkoły zawodowe, gimnazja, internaty, pensjonaty, kursy krawieckie, przedszkola, żłobki, sierocińce, ambulanse, stołówki dla bezrobotnych, domy noclegowe dla bezdomnych kobiet, domy emerytek oraz nauczały religii.
Czasy wojenne były ciężkie dla Zgromadzenia, 4 siostry zginęły podczas działań wojennych, 20 było aresztowanych, 7 na przymusowych robotach, 1 w obozie karnym, przeszło 70 wysiedlonych, a wiele więcej żyjących w rozproszeniu i ukrywało się. Tuż po wojnie rozpoczął się prężny rozwój, powstawały nowe placówki m.in. w Giżycku, Konstantynowie koło Łodzi, Olsztynie, Hajnówce, Mrągowie, Szczytnie, Morągu, Mławie, Reszlu i Ornecie, Kętrzynie i Lidzbarku. Siostry rozpoczęły w Polsce socjalistycznej prace w instytucjach państwowych i kościelnych, ale w czasach głębokiego komunizmu, gdzie realizowano sowiecki model społeczeństwa i państwa, ograniczano działalność przez odbieranie prowadzonych dzieł. Wówczas siostry utraciły część domów i dzieł prowadzonych.
Już w 1966 roku Zgromadzenie Sióstr Misjonarek rozszerzyło swoją działalność misyjną, wysyłając siostry do pracy apostolskiej w Stanach Zjednoczonych, w 1970 roku do Zambii, w 1976 roku - do Libii, zaś w 1990 roku do Kenii. Opatrznościowa odwilż w 1990 roku, pozwoliła na powrót sióstr już oficjalnie na wschód, w habitach, i zgromadzenie zaistniało ponownie na Litwie, Białorusi i w Rosji.
Dzisiaj w Polsce siostry służą Kościołowi świętemu na 25 placówkach, głównie jako nauczycielki-katechetki, organistki, kancelistki, zakrystianki, przedszkolanki, opiekunki w świetlicach, pielęgniarki w szpitalach i hospicjum, opiekunki parafialne, w posłudze bezdomnym i samotnym. Zgromadzenie liczy 350 sióstr pracujących w Polsce, we Włoszech, w Zambii, w Kenii, Tanzanii, w Stanach Zjednoczonych, na Białorusi, na Litwie i w Rosji.